# Pat Buchanan

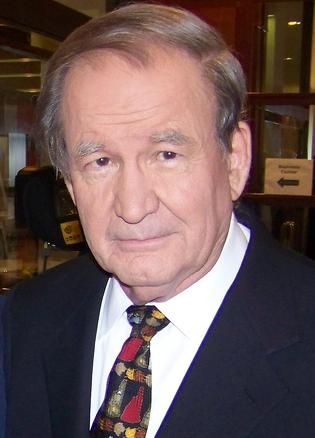
Pat Buchanan (2008)

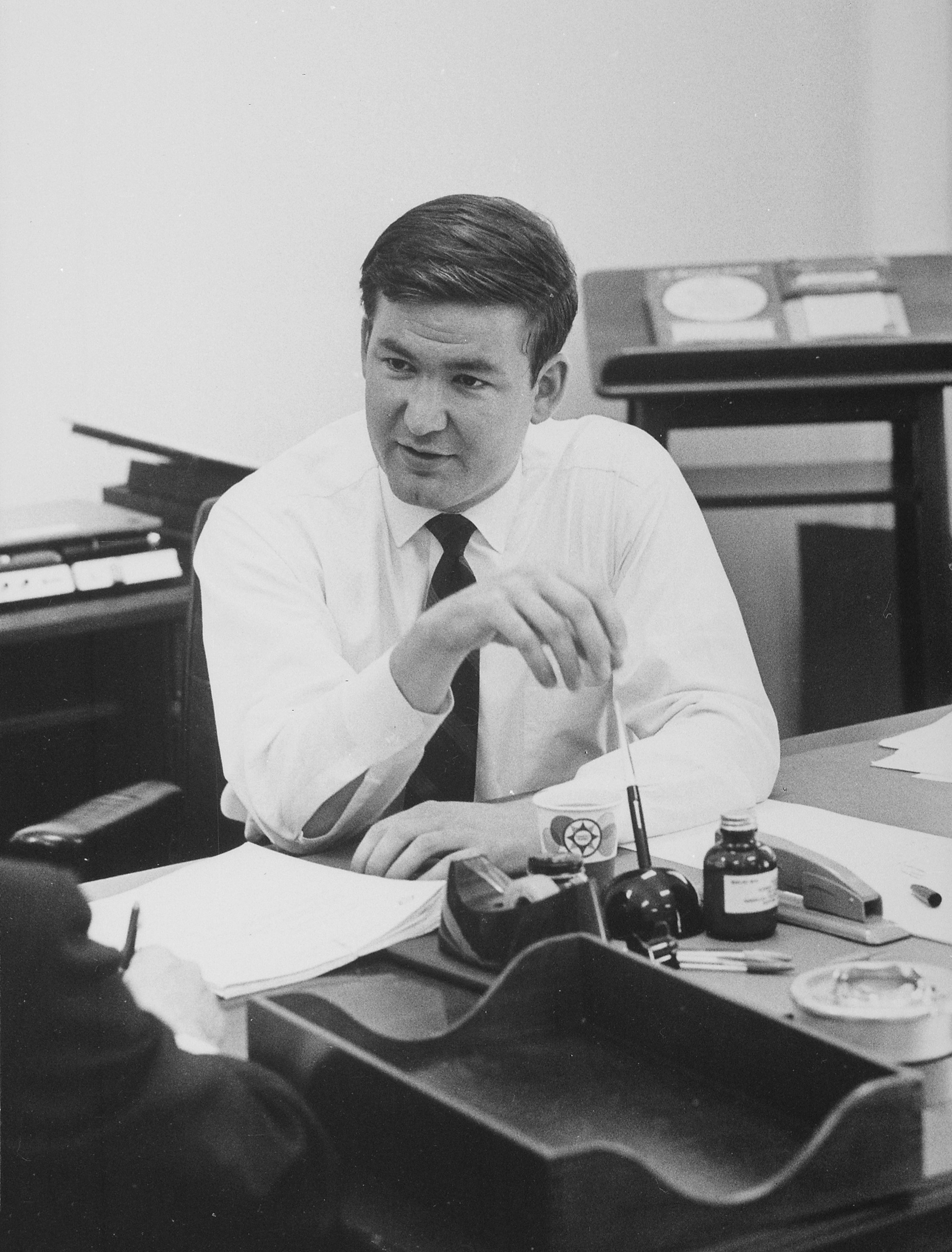
Buchanan als Angestellter im Weißen Haus 1969

Patrick „Pat“ Joseph Buchanan [bjuːˈkænən] (* 2. November 1938 in Washington, D.C.) ist ein paläokonserativer US-amerikanischer Politiker, Journalist und TV-Kommentator.

## Leben
Patrick Buchanan ist ein Sohn irischer Einwanderer und hat sowohl deutsche als auch englische und iroschottische Vorfahren. Er ist katholisch, ein Anhänger der überlieferten Liturgie, seit 1971 mit Shelley Ann, geb. Scarney, verheiratet und hat keine Kinder. Er ist Mitglied der Sons of Confederate Veterans.
Buchanan begann im Alter von 23 Jahren als Journalist für den St. Louis Globe-Democrat zu arbeiten. Ab 1966 arbeitete er für Richard Nixon zunächst als Wahlkampfhelfer und später als Berater des Präsidenten Nixon. Unter Nixons Nachfolger Gerald Ford wollte Buchanan in 1974 US-Botschafter in Südafrika werden, welches aber nach Kritik in den Medien nicht zustande kam. Von 1985 bis 1987 war er Kommunikationsdirektor des Weißen Hauses unter Ronald Reagan. Er trat zweimal als Kandidat in Vorwahlen der Republikanern für das Amt des US-Präsidenten an, unterlag aber 1992 George H. W. Bush und 1996 Bob Dole. Im Jahr 2000 trat Buchanan für die Reform Party als Präsidentschaftskandidat gegen George W. Bush und Al Gore an, erhielt aber nur 0,43 % der Stimmen. 
Neben seiner politischen Karriere war Buchanan ein regelmäßiger Gast in der politischen Talkshow The McLaughlin Group.
Buchanan ist Ritter des Malteserordens und Mitbegründer des Magazins The American Conservative.

## Ansichten
Als Paläokonserativer vertritt Buchanan in Fragen der Außenpolitik einen Kurs des Isolationismus. In seinem 1999 erschienenen Buch A Republic, Not an Empire vertrat er die These, der Eintritt der USA in den Zweiten Weltkrieg sei ein Fehler gewesen. In seinem 2008 erschienenen Buch Churchill, Hitler, and „The Unnecessary War“. How Britain Lost Its Empire and the West Lost the World vertrat er die These, Winston Churchill hätte die Verantwortung am Ausbruch des Zweiten Weltkrieges getragen. Er behauptete kontrafaktisch, Adolf Hitler hätte keinen Krieg gewollt.
In den 1980er Jahren war Buchanan ein Gegner von Wirtschaftssanktionen gegen das Apartheid-Regime in Südafrika.
Buchanan war ein Gegner der neokonservativen Außenpolitik von George W. Bush und lehnte den Irakkrieg (2003) wie den Zweiter Golfkrieg (1991) ab. Über die jüdischen Befürworter des Krieges Abe Rosenthal, Richard Perle, Charles Krauthammer und Henry Kissinger schrieb Buchanan 1990:
„Die zivilisierte Welt muss diesen Kampf gewinnen“, schreiben sie. Aber wenn es zum Krieg kommt, wird es nicht die „zivilisierte Welt“ sein, die die blutige Straße nach Bagdad bestreiten; es werden amerikanische Kinder mit Namen wie McAllister, Murphy, Gonzales und Leroy Brown sein.
Buchanan kritisierte 2003 die engen Beziehungen zwischen Israel und den Vereinigten Staaten. Kritik an der Pro-Israel-Ausrichtung der US-Politik überschritt bei Buchanan häufiger die Grenzen zum Antisemitismus. So hat Buchanan Capitol Hill als israelisch besetztes Gebiet bezeichnet oder sich negativ über den Umstand geäußert, dass 13 Mitglieder des damaligen US-Senats jüdischen Glaubens waren. In 2005 meinte Buchanan: Wer würde von einem Krieg der Zivilisationen zwischen dem Westen und dem Islam profitieren? Antwort: eine Nation, ein Politiker, eine Partei. Israel, Scharon, Likud. In 2008 vertrat er die Ansicht, dass Israel und seine Fünfte Kolonne in Washington uns in einen Krieg mit dem Iran treiben wollen.
Buchanan ist außerdem ein Gegner von Einwanderung in die USA. In seinem 2011 erschienenen Buch Suicide of a Superpower warnte er vor den Folgen der Einwanderung und sah The End of White America kommen. Er wurde im Februar 2012 als TV-Kommentator von dem Sender MSNBC entlassen, für den er seit 2002 gearbeitet hatte.
In 2003 sagte Howard Dean, er möchte die Stimmen derer gewinnen, die Konföderierten-Flaggen an ihren Pickups haben. Nachdem Charles Krauthammer Dean für die Aussage kritisiert hatte, warf Buchanan Krauthammer vor, den Süden der USA zu hassen und dabei eine schlimmere Sprache zu benutzten als die Südstaaten-Politiker wie George Wallace und Lester Maddox. Buchanan meinte zudem, dass er Wallace und Maddox persönlich kenne und mögen würde.
Buchanan glaubt, dass die Republikanische Partei mit ihren eigenen konservativen Prinzipien gebrochen habe. Er hat außerdem seine Bewunderung für Robert E. Lee, Douglas MacArthur und Joseph McCarthy geäußert. Da sich seine politische Sichtweise deutlich vom Mainstream-Konservatismus in den USA unterscheidet, wird er auch fallweise als Paläokonservativer bezeichnet (da er sich der Strömung der Neokonservativen zumeist entgegenstellt). 
Er bezeichnete AIDS als Vergeltung der Natur für widernatürliche Handlungen von Homosexuellen.

## Schriften
- Nixon's White House Wars: The Battles That Made and Broke a President and Divided America Forever, 2017, ISBN 978-1-101-90284-4.
- The Greatest Comeback: How Richard Nixon Rose from Defeat to Create the New Majority, 2014, ISBN 978-0-553-41863-7.
- Suicide of a Superpower: Will America Survive to 2025?, 2011, ISBN 0-312-57997-7.
- Churchill, Hitler, and „The Unnecessary War“. How Britain Lost Its Empire and the West Lost the World (2008) ISBN 0-307-40515-X.
  - deutsch: Churchill, Hitler und der unnötige Krieg. Wie Großbritannien sein Empire und der Westen die Welt verspielte. Pour le Mérite Verlag, Selent 2008, ISBN 978-3-932381-50-8.
- Day of Reckoning. How Hubris, Ideology, and Greed Are Tearing America Apart. 2007, ISBN 0-312-37696-0.
- State of Emergency. The Third World Invasion and Conquest of America. 2006, ISBN 0-312-36003-7.
  - Irrweg Einwanderung: die weiße Welt am Abgrund. Bonus-Verlag, Selent 2007, ISBN 978-3-935962-08-7.
- Where the Right Went Wrong. How Neoconservatives Subverted the Reagan Revolution and Hijacked the Bush Presidency. 2004, ISBN 0-312-34115-6.
- The Death of the West. How Dying Populations and Immigrant Invasions Imperil Our Country and Civilization. 2001, ISBN 0-312-28548-5.
  - deutsch: Der Tod des Westens. Geburtenschwund und Masseneinwanderung bedrohen unsere Zivilisation. Pour le Mérite Verlag, Selent 2002, ISBN 3-935962-04-5.
- A Republic, Not an Empire. Reclaiming America's Destiny. 1999, ISBN 0-89526-272-X.
- The Great Betrayal. How American Sovereignty and Social Justice Are Being Sacrificed to the Gods of the Global Economy. 1998, ISBN 0-316-11518-5.
- Right from the Beginning. 1988, ISBN 0-316-11408-1.
- Conservative Votes, Liberal Victories. Why the Right Has Failed. 1975, ISBN 0-8129-0582-2.
- The New Majority. President Nixon at Mid-Passage. 1973.